# An Nuqat al Khams (distrikt)
An Nuqat al Khams (arabiska: النقاط الخمس) är ett av Libyens tjugotvå distrikt (shabiyah). Den administrativa huvudorten är Zuwarah. Distriktet gränsar mot Medelhavet, Tunisien och distrikten Az Zawiyah, Al Jabal al Gharbi och Nalut.  